# Lahsasna
Lahsasna (àrab لحساسنة) és una comuna rural de la província de Berrechid de la regió de Casablanca-Settat. Segons el cens de 2014 tenia una població total de 9.315 persones.